# 둥커우현

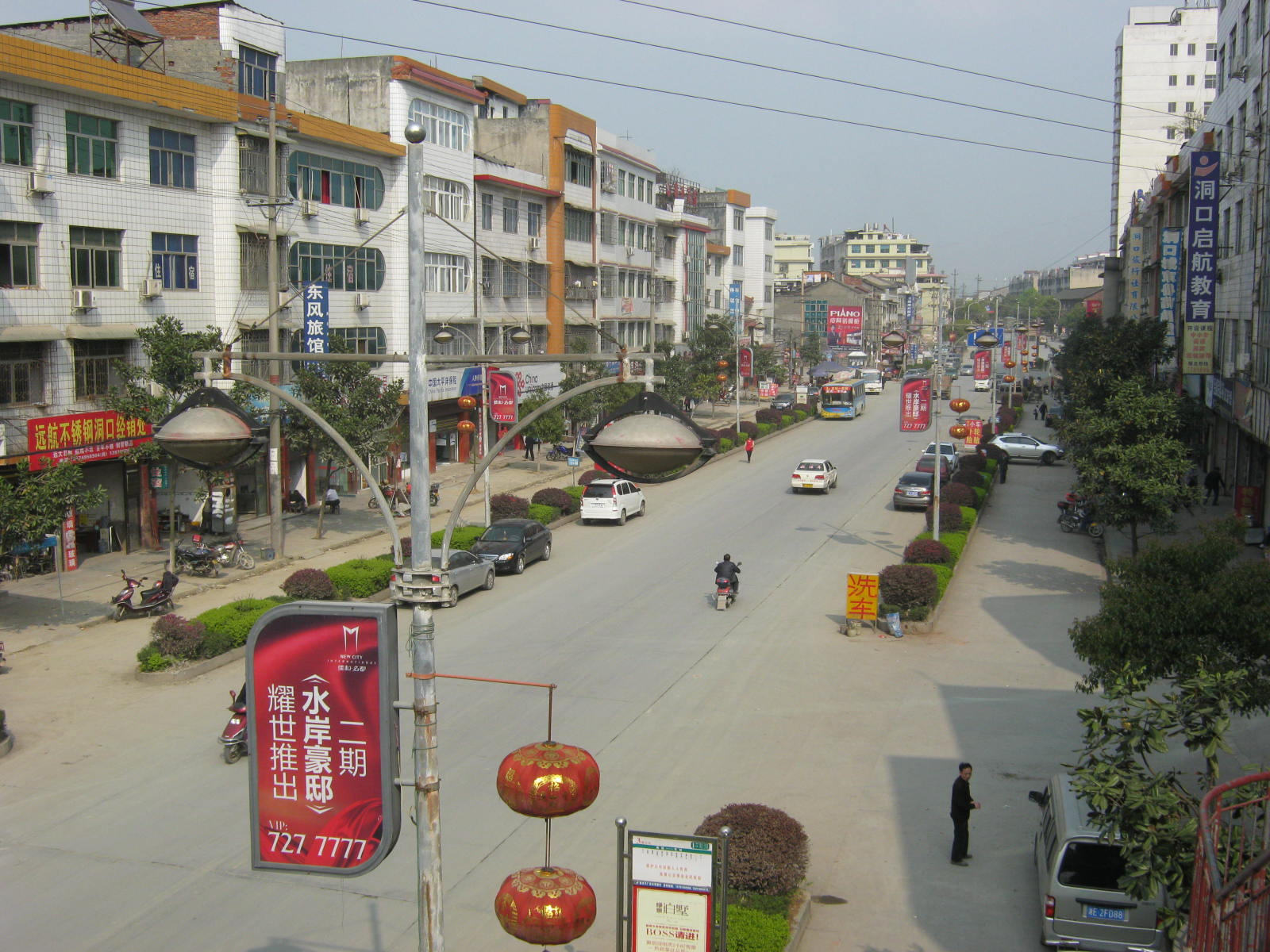

둥커우현(한국어: 동구현, 중국어: 洞口县, 병음: Dòngkǒu Xiàn)은 중화인민공화국 후난성 사오양 시의 현급 행정구역이다. 넓이는 2184km2이고, 인구는 2007년 기준으로 810,000명이다.

## 행정 구역
10개 진, 10개 향, 3개 민족향을 관할한다.
- 진: 洞口镇, 江口镇, 毓兰镇, 高沙镇, 竹市镇, 石江镇, 黄桥镇, 山门镇, 醪田镇, 花园镇.
- 향: 水东乡, 月溪乡, 石柱乡, 花园乡, 花鼓乡, 杨林乡, 岩山乡, 桐山乡, 渣坪乡, 和鼓楼乡.
- 민족향: 大屋瑶族乡, 长塘瑶族乡, 和那溪瑶族乡